# Volley Toggenburg 2019-2020
Questa voce raccoglie le informazioni riguardanti il Volley Toggenburg nella stagione 2019-2020.

## Organigramma societario
Area direttiva
- Presidente: Maja Hedinger, Marcel Erni

Area tecnica
- Allenatore: Marcel Erni
- Secondo allenatore: Daniel Lorenc

## Rosa
| N° | Nome             | Ruolo | Data di nascita  | Nazionalità sportiva |
| -- | ---------------- | ----- | ---------------- | -------------------- |
| 3  | Loredana Cantoni | P     | 26 agosto 1999   | Svizzera             |
| 5  | Chiara Bigger    | S     | 5 ottobre 1998   | Liechtenstein        |
| 6  | Jasmine Fiechter | S     | 9 maggio 2000    | Svizzera             |
| 8  | Tamara Riesen    | O     | 15 novembre 2000 | Svizzera             |
| 10 | Rong Yi          | P     | 26 agosto 1996   | Cina                 |
| 11 | Jasmin Kuch      | C     | 26 giugno 2002   | Svizzera             |
| 12 | Annouk Erni      | S     | 27 luglio 2003   | Svizzera             |
| 13 | Jana Pfyl        | L     | 25 agosto 1995   | Svizzera             |
| 14 | Martina Koch     | C     | 14 giugno 1999   | Svizzera             |
| 15 | Diandra Vögtlin  | C     | 30 gennaio 2000  | Svizzera             |
| 17 | Liu Xinrui       | O     | 5 settembre 1994 | Cina                 |

## Risultati

### Lega Nazionale A

#### Girone di andata
| 1ª giornata - 12 ottobre 2019 Sportanlage Rietstein, Wattwil          | Toggenburg     | 3 - 2 | Genève              | 25-22, 29-27, 21-25, 22-25, 16-14 |
| 2ª giornata - 19 ottobre 2019 Salle du Centre Sportif, Val-de-Travers | Val-de-Travers | 3 - 0 | Toggenburg          | 25-13, 25-23, 25-18               |
| 3ª giornata - 20 ottobre 2019 Sportanlage Rietstein, Wattwil          | Toggenburg     | 0 - 3 | Franches-Montagnes  | 19-25, 22-25, 19-25               |
| 4ª giornata - 27 ottobre 2019 Salle Derrière-la-Ville 5, Cheseaux     | Cheseaux       | 3 - 0 | Toggenburg          | 25-13, 25-19, 25-17               |
| 5ª giornata - 3 novembre 2019 Sportanlage Rietstein, Wattwil          | Toggenburg     | 2 - 3 | Lugano              | 25-23, 17-25, 25-17, 17-25, 9-15  |
| 6ª giornata - 9 novembre 2019 Sportanlage Rietstein, Wattwil          | Toggenburg     | 0 - 3 | Sm'Aesch Pfeffingen | 21-25, 17-25, 23-25               |
| 7ª giornata - 17 novembre 2019 Halle de la Riveraine, Neuchâtel       | Neuchâtel      | 3 - 0 | Toggenburg          | 25-15, 25-13, 25-21               |
| 8ª giornata - 23 novembre 2019 Sportanlage Rietstein, Wattwil         | Toggenburg     | 0 - 3 | Kanti               | 19-25, 17-25, 15-25               |
| 9ª giornata - 30 novembre 2019 Sporthalle Leimacker, Düdingen         | Düdingen       | 3 - 0 | Toggenburg          | 25-21, 25-23, 25-15               |

#### Girone di ritorno
| 10ª giornata - 7 dicembre 2019 Henry-Dunant, Ginevra                | Genève              | 3 - 0 | Toggenburg     | 25-13, 25-19, 25-22        |
| 11ª giornata - 14 dicembre 2019 Sportanlage Rietstein, Wattwil      | Toggenburg          | 0 - 3 | Val-de-Travers | 22-25, 19-25, 21-25        |
| 12ª giornata - 21 dicembre 2019 Salle de la Pépinière, Les Breuleux | Franches-Montagnes  | 3 - 0 | Toggenburg     | 25-13, 25-21, 25-15        |
| 13ª giornata - 4 gennaio 2020 Sportanlage Rietstein, Wattwil        | Toggenburg          | 1 - 3 | Cheseaux       | 16-25, 16-25, 25-22, 14-25 |
| 14ª giornata - 11 gennaio 2020 Palestra Palamondo, Cadempino        | Lugano              | 3 - 1 | Toggenburg     | 20-25, 25-16, 25-11, 28-26 |
| 15ª giornata - 18 gennaio 2020 Mehrzweckhalle Löhrenacker, Aesch    | Sm'Aesch Pfeffingen | 3 - 0 | Toggenburg     | 25-10, 25-15, 25-11        |
| 16ª giornata - 26 gennaio 2020 Sportanlage Rietstein, Wattwil       | Toggenburg          | 0 - 3 | Neuchâtel      | 15-25, 20-25, 19-25        |
| 17ª giornata - 31 gennaio 2020 BBC Arena, Sciaffusa                 | Kanti               | 3 - 0 | Toggenburg     | 25-8, 25-21, 25-7          |
| 18ª giornata - 8 febbraio 2020 Sportanlage Rietstein, Wattwil       | Toggenburg          | 3 - 0 | Düdingen       | 25-22, 25-22, 25-20        |

#### Play-out
| Gara 1 - 15 febbraio 2020 Henry-Dunant, Ginevra          | Genève     | 3 - 0 | Toggenburg | 25-23, 25-18, 25-14 |
| Gara 2 - 22 febbraio 2020 Sportanlage Rietstein, Wattwil | Toggenburg | 0 - 3 | Genève     | 21-25, 20-25, 21-25 |
| Gara 3 - 29 febbraio 2020 Henry-Dunant, Ginevra          | Genève     | 3 - 0 | Toggenburg | 25-9, 25-12, 25-22  |

## Statistiche

### Statistiche di squadra
| Competizione     | Punti | In casa | In casa | In casa | In trasferta | In trasferta | In trasferta | Totale | Totale | Totale |
| Competizione     | Punti | G       | V       | P       | G            | V            | P            | G      | V      | P      |
| ---------------- | ----- | ------- | ------- | ------- | ------------ | ------------ | ------------ | ------ | ------ | ------ |
| Lega Nazionale A | 6     | 10      | 2       | 8       | 11           | 0            | 11           | 21     | 2      | 19     |
| Totale           | -     | 10      | 2       | 8       | 11           | 0            | 11           | 21     | 2      | 19     |

G = partite giocate; V = partite vinte; P = partite perse

### Statistiche dei giocatori
Dati non disponibili.